# Ixtapa
Ixtapa – miasto w Meksyku, w stanie Jalisco.